# Pseudicius maureri
Pseudicius maureri là một loài nhện trong họ Salticidae. Loài này được phát hiện ở Malaysia.